# Zhanang
Zhanang (tyb. གྲ་ནང་རྫོང, Wylie: gra nang rdzong, ZWPY: Chanang Zong; chiń. upr. 扎囊县; pinyin Zhānáng Xiàn) – powiat w południowo-wschodniej części Tybetańskiego Regionu Autonomicznego, w prefekturze Shannan. W 1999 roku powiat liczył 36 384 mieszkańców.